# Faride Alidou
Faride Alidou (sinh ngày 18 tháng 7 năm 2001) là một cầu thủ bóng đá chuyên nghiệp người Đức thi đấu ở vị trí tiền vệ cho câu lạc bộ Eintracht Frankfurt tại Bundesliga.